# Stictotarsus coelamboides
Stictotarsus coelamboides är en skalbaggsart som först beskrevs av Henry Clinton Fall 1923.  Stictotarsus coelamboides ingår i släktet Stictotarsus och familjen dykare. Inga underarter finns listade i Catalogue of Life.